# Préjano
Préjano – gmina w Hiszpanii, w prowincji La Rioja, w La Rioja, o powierzchni 42,4 km². W 2011 roku gmina liczyła 263 mieszkańców.